# Seznam cerkva v Ljubljani
Seznam cerkva v Ljubljani.

## Seznam
| Slika                     | Ime                                                         | Lokacija                                | Gradnja                                               | Slog                              | Arhitekt                                                                                      |
| ------------------------- | ----------------------------------------------------------- | --------------------------------------- | ----------------------------------------------------- | --------------------------------- | --------------------------------------------------------------------------------------------- |
| Klikni za spremembo slike | Cerkev sv. Andreja                                          | Kašelj                                  |                                                       |                                   |                                                                                               |
| Klikni za spremembo slike | Cerkev Angelov varuhov                                      | Zalog                                   |                                                       |                                   |                                                                                               |
| Klikni za spremembo slike | Cerkev sv. Antona Padovanskega (Viška cerkev)               | Tržaška cesta                           |                                                       | historizem                        |                                                                                               |
| Klikni za spremembo slike | Cerkev sv. Antona Puščavnika                                | Glinica, Galičeva ulica                 |                                                       | barok, historizem                 |                                                                                               |
| Klikni za spremembo slike | Baptistična cerkev                                          | Opekarska cesta                         |                                                       |                                   |                                                                                               |
| Klikni za spremembo slike | Cerkev sv. Cirila in Metoda                                 | Bežigrad, Kuzmičeva ulica 6             | 1933–1934, 1958 (podrta in zgrajena na novi lokaciji) | modernizem                        | Jože Plečnik, Anton Bitenc                                                                    |
| Klikni za spremembo slike | Cerkev sv. Cirila in Metoda (pravoslavna)                   | ob Tivoliju Prešernova cesta 22         | 1935–1940                                             |                                   | Momir Korunović                                                                               |
| Klikni za spremembo slike | Cerkev sv. Družine                                          | Moste                                   |                                                       |                                   |                                                                                               |
| Klikni za spremembo slike | Cerkev sv. Duha                                             | Stožice                                 | 1990–1994                                             |                                   | Milan Mihelič                                                                                 |
| Klikni za spremembo slike | Evangeličanska cerkev Primoža Trubarja (evangeličanska)     | Gosposvetska cesta 9                    | 1851                                                  | neoromanika                       |                                                                                               |
| Klikni za spremembo slike | Cerkev sv. Florijana (Šentflorjanska cerkev)                | Gornji trg, Ulica na Grad 2             | 1672, večkrat obnovljena od 1933                      | barok                             | Jože Plečnik (ureditev zunanjosti)                                                            |
| Klikni za spremembo slike | Cerkev sv. Frančiška Asiškega                               | Spodnja Šiška Verovškova ulica 52       | 1925–1926                                             |                                   | Jože Plečnik, na seznamu UNESCO                                                               |
| Klikni za spremembo slike | Cerkev sv. Jakoba (Šentjakobska cerkev)                     | Levstikov trg 2                         | 1613–1615, 1701 (obnova), 1896 (obnova)               | gotika, zgodnji barok, historizem |                                                                                               |
| Klikni za spremembo slike | Cerkev sv. Jakoba                                           | Šentjakob ob Savi                       |                                                       |                                   |                                                                                               |
| Klikni za spremembo slike | Cerkev sv. Janeza Krstnika (Trnovska cerkev)                | Trnovo, Karunova ulica 1                | 1711/1745, 1855                                       | historizem                        | Candido Zulliani (predhodna baročna cerkev) oprema: Jože Plečnik, Tomaž Kržišnik, Drago Tršar |
| Klikni za spremembo slike | Cerkev sv. Janeza Krstnika                                  | Nadgorica                               |                                                       | barok                             |                                                                                               |
| Klikni za spremembo slike | Cerkev sv. Jerneja (Stara cerkev)                           | Spodnja Šiška Vodnikova cesta 2         | pred 11. stoletjem                                    | barok na romanskih temeljih,      | obnova 1933, Jože Plečnik                                                                     |
| Klikni za spremembo slike | Cerkev Jezusa Kristusa svetih iz poslednjih dni (mormonska) | Šiška                                   | 2006-2008                                             |                                   |                                                                                               |
| Klikni za spremembo slike | Cerkev sv. Jožefa                                           | Poljane                                 | 1912–1913, 1921–1922                                  | historizem                        | Anselm Werner, Jože Plečnik (notranja ureditev prezbiterija)                                  |
| Klikni za spremembo slike | Cerkev sv. Jurija                                           | Stožice                                 |                                                       | barok                             |                                                                                               |
| Klikni za spremembo slike | Cerkev sv. Jurija                                           | Tacen                                   |                                                       |                                   |                                                                                               |
| Klikni za spremembo slike | Cerkev sv. Kancijana in tovarišev                           | Ježica                                  |                                                       | baročna predelava                 |                                                                                               |
| Klikni za spremembo slike | Cerkev Kristusovega učlovečenja                             | Dravlje, Podutiška cesta 19a            | 1985                                                  |                                   | Marko Mušič                                                                                   |
| Klikni za spremembo slike | Cerkev sv. Križa                                            | Žale                                    |                                                       | historizem                        | Josip Dostal                                                                                  |
| Klikni za spremembo slike | Cerkev sv. Lenarta                                          | Sostro                                  |                                                       | historizem                        |                                                                                               |
| Klikni za spremembo slike | Cerkev Marije Pomočnice (Križevniška cerkev)                | Trg francoske revolucije 1              | 1263 (podrta) 1567 in 1579 1714 in 1715               | beneški barok                     | Domenico Martinelli, Domenico Rossi                                                           |
| Klikni za spremembo slike | Cerkev Marije Pomočnice                                     | Rakovnik                                |                                                       |                                   |                                                                                               |
| Klikni za spremembo slike | Cerkev Marijinega obiskanja                                 | Rožnik, Cankarjev vrh 1                 | 16. stoletje                                          | barok                             | Candido Zulliani                                                                              |
| Klikni za spremembo slike | Cerkev Marijinega oznanjenja (Frančiškanska cerkev)         | Prešernov trg                           | 1646–1660                                             | zgodnji barok                     | glavni oltar F. Robba, poslikava M. Langus                                                    |
| Klikni za spremembo slike | Cerkev Marijinega vnebovzetja                               | Polje                                   |                                                       | historizem                        | notranji okras Marko Rupnik                                                                   |
| Klikni za spremembo slike | Cerkev sv. Marjete                                          | Koseze                                  | 13. stol.                                             |                                   |                                                                                               |
| Klikni za spremembo slike | Cerkev sv. Marjete                                          | Tomačevo                                |                                                       |                                   |                                                                                               |
| Klikni za spremembo slike | Cerkev sv. Martina                                          | Šmartno ob Savi                         |                                                       |                                   |                                                                                               |
| Klikni za spremembo slike | Cerkev sv. Martina                                          | Šmartno pod Šmarno goro                 |                                                       |                                   |                                                                                               |
| Klikni za spremembo slike | Cerkev Matere Božje                                         | Koseze                                  | 1973                                                  |                                   | Anton Bitenc                                                                                  |
| Klikni za spremembo slike | Stolnica sv. Nikolaja                                       | Pogačarjev trg                          | 1701                                                  | barok                             | Andrea Pozzo, Gregor Maček, Medved, poslikava Giulio Quaglio, kupola Matevž Langus            |
| Klikni za spremembo slike | Cerkev sv. Nikolaja                                         | Bizovik                                 |                                                       | barok                             |                                                                                               |
| Klikni za spremembo slike | Cerkev sv. Petra (Šempetrska cerkev)                        | Trubarjeva cesta 80                     | 1730, 1938–1940 (obnova)                              | barok                             | Carlo Martinuzzi, Giovanni Fusconi, Ivan Vurnik                                               |
| Klikni za spremembo slike | Cerkev sv. Rešnjega telesa in krvi                          | Podutik                                 | 2005                                                  |                                   |                                                                                               |
| Klikni za spremembo slike | Cerkev sv. Roka                                             | Dravlje, Vodnikova cesta 282            | 1646–1668, 1874 (obnova)                              |                                   |                                                                                               |
| Klikni za spremembo slike | Cerkev Rožnovenske Matere Božje                             | Šmarna gora                             |                                                       | barok                             | Gregor Maček ml., poslikava Matevž Langus                                                     |
| Klikni za spremembo slike | Cerkev sv. Simona in Juda Tadeja                            | Črnuče                                  | 1896–1897                                             |                                   | Raimund Jeblinger, krstilnica Jože Plečnik                                                    |
| Klikni za spremembo slike | Cerkev sv. Simona in Juda Tadeja                            | Rudnik                                  |                                                       |                                   |                                                                                               |
| Klikni za spremembo slike | Cerkev sv. Simona in Juda Tadeja                            | Vič, pokopališče                        |                                                       | gotska zasnova                    | stavbenik Peter Bezlaj                                                                        |
| Klikni za spremembo slike | Cerkev Srca Jezusovega                                      | Tabor 12                                | 1882                                                  | neogotika                         | Adolf Wagner                                                                                  |
| Klikni za spremembo slike | Cerkev sv. Stanislava Kostke                                | Zavod sv. Stanislava, Štula 23, Šentvid |                                                       |                                   |                                                                                               |
| Klikni za spremembo slike | Cerkev sv. Štefana                                          | Štepanja Vas                            |                                                       |                                   |                                                                                               |
| Klikni za spremembo slike | Cerkev sv. Terezije Deteta Jezusa                           | Kodeljevo                               | 1938–1971                                             |                                   |                                                                                               |
| Klikni za spremembo slike | Cerkev sv. Tomaža                                           | Zgornja Zadobrova                       |                                                       |                                   |                                                                                               |
| Klikni za spremembo slike | Cerkev sv. Trojice (Nunska, Uršulinska cerkev)              | Slovenska cesta 21                      | 1718–1726                                             | barok                             | Carlo Martinuzzi, zunanje stopnišče Jože Plečnik                                              |
| Klikni za spremembo slike | Cerkev sv. Urha                                             | Dobrunje                                |                                                       |                                   |                                                                                               |
| Klikni za spremembo slike | Cerkev sv. Urha                                             | Zavoglje                                |                                                       |                                   |                                                                                               |
| Klikni za spremembo slike | Cerkev sv. Vida                                             | Šentvid, Prušnikova ulica 90            | 1797, 1896                                            |                                   |                                                                                               |
| Klikni za spremembo slike | Cerkev Vseh svetih                                          | Žale                                    |                                                       |                                   | Fedja Košir, Jože Kregar notranjost                                                           |

### Nekdanje cerkve
| Slika                     | Ime                              | Lokacija                                | Gradnja                                                          | Slog | Arhitekt                                     |
| ------------------------- | -------------------------------- | --------------------------------------- | ---------------------------------------------------------------- | ---- | -------------------------------------------- |
|                           | Cerkev sv. Cirila in Metoda      | Bežigrad                                | 1957 (podrta in na drugi lokaciji zgrajena po istih načrtih)     |      | Jože Plečnik                                 |
| Klikni za spremembo slike | Cerkev sv. Elizabete             | Kresija, Stritarjeva ulica              | 1345–1831                                                        |      |                                              |
|                           | Cerkev sv. Krištofa              | Gospodarsko razstavišče, Dunajska cesta | 1476 (prva omemba) 1958 (podrta)                                 |      | Peter Bezlaj, Carlo Martinuzzi Gregor Maček, |
| Klikni za spremembo slike | Cerkev sv. Rozalije              | Grajski grič, južno pobočje             | 1708–1723 (zgrajena)                                             |      |                                              |
| Klikni za spremembo slike | Cerkev sv. Simona in Juda Tadeja | Črnuče                                  | 1880–1886 (zgrajena) 1895 (poškodovana v potresu in nato podrta) |      |                                              |